# Śāntideva
(Śāntideva. Bodhicaryāvatāra X, 55)
Śāntideva (Saurāṣṭra, 685? – India, 763?) è stato un monaco buddhista indiano, di scuola Mahāyāna Madhyamaka probabilmente Prāsaṅghika.
Il suo nome è riportato nel Canone buddista tibetano come ཞི་བ་ལྷ (Zhi ba lha). Nel Canone cinese viene invece indicato come 寂天 (Jítiān, giapp. Jakuten).

## La vita secondo l'agiografia tibetana
Non si hanno notizie certe circa la vita di questo dottissimo monaco. Le notizie menzionate nelle sue biografie tibetane sono oggi considerate controverse.
La tradizione tibetana lo vuole nato nel 685 nella regione dell'India nordoccidentale denominata Saurāṣṭra (oggi Surāt nel Gujarat) figlio del re (rāja) Kalyāṅavarman (denominato anche Maňjuvarman). Fin da bambino ricevette da un asceta buddista itinerante gli insegnamenti del bodhisattva cosmico Mañjuśrī (sanscrito, Colui che affascina) che gli apparve nel momento in cui, morto il padre, doveva subentrargli sul trono. In quella occasione Mañjuśrī gli impose di rinunciare al mondo e farsi monaco buddista. Fuggito dal regno di Saurāṣṭra, Śāntideva raggiunse Nālandā dove il maestro priore Jayadeva lo ordinò monaco.
Duramente impegnato nello studio, di notte anziché dormire si mise a comporre due opere: il Śūtrasammuccaya e il Śikṣāmuccaya. Di giorno quindi si presentava perennemente assonnato guadagnandosi l'epiteto dispregiativo di bhusukupada (o bhusuku, monaco pigro: le iniziali bhu-su-ku indicano che è colui che pensa solo a mangiare, a dormire e a defecare).
Intenzionati per questo a cacciarlo dal monastero, gli altri monaci di Nālandā decisero di organizzargli un agguato: lo invitarono a pronunciare un discorso sul Buddismo su un trono che era stato eretto a un'altezza tale in modo che non potesse essere raggiunto. Miracolosamente Śāntideva si librò nell'aria e raggiunse il trono, da dove recito il Bodhicaryāvatāra (L'ingresso nelle attività dei bodisattva) la sua opera più importante. Giunto a un verso del nono capitolo Śāntideva scomparve e rimase solamente la sua voce che continuava a recitare il testo.
Finita la recitazione dell'opera si allontanò da Nālandā e raggiunse Kaliṅga dove intraprese la vita di asceta itinerante, vivendo nudo.
Fu raggiunto dai paṇḍita di Nālandā che lo invitarono a rientrare al monastero, ma Śāntideva rifiutò anche se diede loro delle istruzioni per recuperare nella sua vecchia cella monastica una copia scritta del Bodhicaryāvatāra.
(Śāntideva. Bodhicaryāvatāra III, 6-10. Traduzione dal sanscrito in inglese di Kate Crosby e Andrew Skilton; traduzione dall'inglese in italiano di Cristina Pecchia. Roma, Ubaldini, 1998, pp.58-9.)
Della vita di questo autore buddista dell'VIII secolo non si conosce più nulla se non miracoli descritti come se fosse un siddha tantrico. Questo ha fatto ipotizzare che la figura agiografica di Śāntideva contenesse la biografia due distinte persone: l'autore madhyamaka e il siddha tantrico.

## Opere

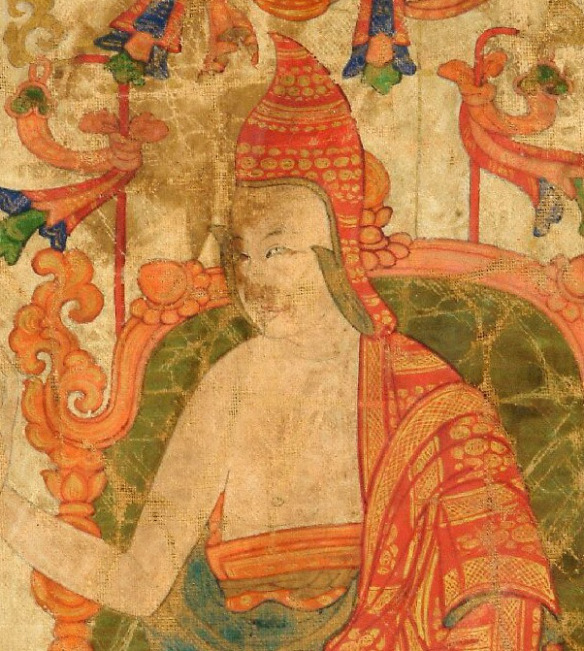
Śāntideva in una pittura del IX secolo

Sono tre le opere attribuite a Śāntideva:
- Bodhicaryāvatāra (Ingresso alla Via del risveglio, o anche Bodhisattvacaryāvatāra, L'ingresso nelle attività dei bodhisattva). È l'opera più importante del dotto indiano, consiste in un ispirato poema sulla bodhicitta e il suo progressivo sviluppo nella pratica del bodhisattva. L'edizione maggiore è composta di mille quartine suddivise in dieci capitoli. Conserviamo una versione sanscrita e due versioni, in cinese e tibetano, conservate nei rispettivi Canoni buddisti.
  - Nel Canone cinese è denominata 菩提行經 (Pútíxíng jīng, giapp.  Bodai gyō kyō) ed è conservata al T.D. 1662.32.543-562 nel Lùnjíbù, ma si compone dei soli primi otto capitoli. Nel Canone cinese questa opera, tradotta dal sanscrito da Tiānxīzāi (天息災, ?-1000), è attribuita a Nāgārjuna. È parere degli studiosi[2] che il testimone cinese (tre manoscritti di una traduzione tibetana) rinvenuto nel 1906 nelle Grotte di Mogao sia più antico di quello sanscrito e di quello conservato nel Canone tibetano di circa due secoli e corrisponda maggiormente alla versione originale.
  - Nel Canone tibetano è denominata བྱང་ཆུབ་སེམས་དཔའི་སྤྱོད་པ་ལ་འཇུག་པ, Bhyang chub sems-dpa'i spyod-pa la 'jug-pa, ed è conservata nel bsTan-'gyur (Tangyur) nella III sezione relativa ai commentari ai sutra (mDo-sde), al Toh. 3871, dove risulta tradotto da Sarvajñādeva e Dpal brtsegs. Sempre nel Canone tibetano sono conservati numerosi commentari su questa opera, tra questi:
    - sPyod-'jug shes-rab le'ui tikka blo-gsal-ba (La mente chiara) di Tsongkhapa (1357-1419).
    - Legs-bshad rgya-mitsho (L'oceano delle meravigliose parole) di Kadampa Ngülchu T'okme Zangpo (1295-1369).
- Śikṣāmuccaya (Compendio della dottrina) anche questa opera è sopravvissuta in una versione in sanscrito ed è conservata anche in cinese e tibetano. È una composizione in ventisette versi che enuclea la disciplina del bodhisattva argomentandola con ampie citazioni in prosa di sutra mahāyāna alcuni dei quali sono ormai perduti.
  - Nel Canone cinese è denominata 大乘集菩薩學論 (Dàchéng jí púsà xuélùn, giapp. Daijō shū bosatsu gakuron) ed è conservata al T.D. 1636 nel Lùnjíbù. Nel Canone cinese questa opera, tradotta in cinese nell'XI secolo da Dharmarakṣa (?-1058), è attribuita all'autore di scuola Cittamātra Dharmakīrti (700?-800?).
  - Nel Canone tibetano è denominata Bslab pa kun-las-buts pa ed è conservata nel bsTan-'gyur (Kanjur) nella III sezione relativa ai commentari ai sutra (mDo-sde).
- Śūtrasammuccaya (Compendio delle scritture) questa opera non è giunta a noi. Alcuni autori ritengono tuttavia che il Śūtrasammuccaya non sia altro che la parte in versi del Śikṣāmuccaya[3].